# Piràmide d'en Vinyes
La Piràmide d'en Vinyes és una obra d'Osor (Selva) inclosa a l'Inventari del Patrimoni Arquitectònic de Catalunya. La Piràmide va ser construïda el juliol de 1948 pel doctor Ramon Vinyes Triadó (1889-1978) d'Anglès, quan era usufructuari del mas les Romagueres, conjuntament amb la restauració de la veïna capella de Sant Gregori l'any 1941, que està al davant.

## Descripció
La Piràmide està ubicada en el cim de Sant Gregori de Turonal, el qual limita els termes d'Osor i la Cellera de Ter. La Piràmide es troba en un emplaçament privilegiat, el qual proporciona unes magnífiques vistes al visitant. Es tracta d'una piràmide de petites dimensions, amb una base de 5 metres per 6 metres d'alt, aproximadament.
Disposa tan sols de dues obertures com són la porta d'accés rectangular i una petita finestra quadrangular - ambdues totalment irrellevants, ja que no han rebut cap mena de tractament a destacar-. La Piràmide té com a matèria primera les pedres fragmentades i els còdols manipulats a cops de martell i arrebossades.
Pel que fa als espais i acabats interiors, aquests són molts austers i discrets. A l'interior no hi ha gaire lloc, el suficient per mantenir-se a peu dret, i està completament desproveït i despullat de qualsevol tipus d'ornament o decoració.
La Piràmide es troba en bon estat de conservació, ja que no hi ha cap element perillós, com ara esquerdes, que faci patir per la seva integritat física. Tanmateix en el vèrtex de la piràmide s'ha desprès part de la capa d'arrebossat, quedant a la vista tota la composició interna a base de pedres fragmentades i còdols.